# Cayo Guillermo
Pour les articles homonymes, voir Cayo.
Cayo Guillermo est une caye de l'archipel Jardines del Rey, ce dernier faisant partie de l'archipel Sabana-Camagüey, au nord de l'île de Cuba, dans le Vieux canal de Bahama (océan Atlantique).
Destination touristique très prisée, sa plage de Playa Pilar a inspiré un livre par Ernest Hemingway.

## Situation
Cayo Guillermo fait administrativement partie de la municipalité de Morón, province de Ciego de Ávila.
Cette caye se trouve au nord-ouest de l'île de Cayo Coco, à laquelle elle est reliée par un pont. Cayo Coco est elle-même reliée à l'île principale de Cuba par un pont de 27 km.
L'aéroport de Jardines del Rey sur Cayo Coco est à 43 km. L'aéroport Las Brujas (en) est à moins de 50 km à vol d'oiseau mais à 240 km par route avec le détour obligé par l'île de Cuba. L'aéroport Máximo Gómez (en), vers Ciego de Ávila au sud, est à 116 km. Morón est à 96 km au sud, La Havane à 550 km à l'ouest.

## Description
Sa superficie est de 13 km2.
À l'extrême ouest du cayo se trouve un "élément naturel remarquable" (Elemento Natural Destacado) : les Dunes de Playa Pilar (Dunas de Playa Pilar), d'une surface de 38 ha. Ses dunes sont les plus hautes des Caraïbes avec une hauteur atteignant 15 m.

## Tourisme
Le cayo est une destination touristique prisée pour ses 27 km de plages, dont la célèbre Playa Pilar au nord-ouest, et la plongée avec le récif corallien à moins de 1 km. En 2023 le lieu comprend huit complexes hôteliers,.

## Littérature
Le cayo est célèbre pour avoir inspiré à Ernest Hemingway son livre Le vieil homme et la mer, qu'il place sur la scène de Playa Pilar.